# C chô, ça brûle
Singles de Magic System
Bouger bouger
(2005) Ki dit mié
(2007)
C chô, ça brûle est une chanson du groupe ivoirien Magic System en collaboration avec les artistes Cheb Akil, Cheb Bilal et Big Ali sortie directement en single le 3 juillet 2006. La chanson a été écrite par Akil, A'Salfo, Djamel Fezari, Bilal Moufok et produite par Kore. Le single atteint la quatrième position dans le classement musical en France.

## Liste des pistes
- CD single et téléchargement digital[1]

1. C chô, ça brûle !!! (featuring Magic System Feat Akil, Cheb Bilal, Big Ali) - 3:15
2. Cholé cholé - 3:46

## Classement
| Classement (2006)            | Meilleure position |
| ---------------------------- | ------------------ |
| Belgique (Wallonie Ultratip) | 2                  |
| France (SNEP)                | 7                  |
| France (Club 40)             | 2                  |